# Andrij Szewczenko (polityk)
Andrij Witalijowycz Szewczenko, ukr. Андрій Віталійович Шевченко (ur. 10 czerwca 1976 w miejscowości Gwoździec w obwodzie iwanofrankowskim) – ukraiński polityk, dziennikarz i dyplomata.

## Życiorys
Ukończył studia na Kijowskim Uniwersytecie Narodowym im. Tarasa Szewczenki, kształcił się także na Akademii Kijowsko-Mohylańskiej. Od 1993 pracował jako dziennikarz. Był m.in. redaktorem naczelnym serwisu informacyjnego stacji telewizyjnej 5 kanał. W latach 2005–2006 był wiceprezesem telewizji NTU. W 2006 z listy Bloku Julii Tymoszenko uzyskał mandat deputowanego do Rady Najwyższej V kadencji, w której był przewodniczącym komitetu parlamentarnego ds. wolności mediów. W przedterminowych wyborach w 2007 ponownie został posłem z listy BJuT. Mandat poselski utrzymał także w 2012. W 2014 znalazł się poza parlamentem. W 2015 został ambasadorem Ukrainy w Kanadzie, funkcję tę pełnił do 2021.